# Anoteropora magnicapitata
Anoteropora magnicapitata is een mosdiertjessoort uit de familie van de Mamilloporidae. De wetenschappelijke naam van de soort is voor het eerst geldig gepubliceerd in 1927 door Ferdinand Canu en Ray Smith Bassler.